# Vesturkinn
Vesturkinn är ett berg i republiken Island. Det ligger i regionen Austurland, 400 km öster om huvudstaden Reykjavík. Toppen på Vesturkinn är 761 meter över havet.
Trakten runt Vesturkinn är nära nog obefolkad, med mindre än två invånare per kvadratkilometer. Närmaste större samhälle är Vopnafjörður, omkring 12 kilometer nordväst om Vesturkinn. Trakten runt Vesturkinn består i huvudsak av gräsmarker.